# アトラスネットワーク
アトラスネットワーク（英語: ATLAS Network）は、欧州連合（EU）諸国の対テロ特殊部隊のネットワーク。

## 概要
1970年代より、西ドイツ（当時）のGSG-9が発起人となって、ベルギーのDSUやフランスのGIGNなどヨーロッパ諸国の対テロ特殊部隊の間で非公式な繋がりがもたれていた。また欧州連合理事会でも、1996年より、EU加盟各国の対テロ作戦資産の共助を志向しはじめた。しばらくの間、試みは遅々として進まなかったが、2001年9月11日のアメリカ同時多発テロ事件を端緒として対テロ戦争が始まると、一気に本格化することになった。これによって創設されたのが本ネットワークであり、同年10月に参加各部隊の指揮官による初会合が開催された。また2008年には、教育訓練での協同に限らず、相互扶助を視野に入れて、発展していくことになった。
各国ごとに、警察機関から1組織、軍隊・国家憲兵・国境警備隊から1組織の、合計2組織の参加が認められており、2019年現在、EU加盟国27ヶ国にノルウェーおよびスイスを加えた計29ヶ国から計34組織が参加している。参加部隊は合同訓練を行い、情報と調査研究結果を共有している。DSUを議長として、各部隊には経験に応じた研究課題が割り振られており、例えばフランスのRAIDは陸上交通機関、GIGNは航空機のハイジャックを、またドイツのGSG9は海上テロを、イギリスのSCO19は地下鉄の襲撃を担当している。

## 参加部隊一覧
- オーストリア - コブラ
- ベルギー - DSU
- ブルガリア - SOBT
- クロアチア - ルチェコ
- キプロス - EAO
- チェコ - URNA
- デンマーク - AKS
- エストニア - Kコマンドー
- フィンランド - カルフ
- フランス
  - 国家警察 - RAID
  - 国家憲兵 - GIGN
- ドイツ
  - 連邦警察 - GSG-9
  - バーデン＝ヴュルテンベルク州警察 - SEK
- ギリシャ - EKAM
- アイスランド - ヴァイキング
- アイルランド - ERU
- ハンガリー - TEK
- イタリア
  - 国家警察 - NOCS
  - 国家憲兵 - GIS
- ラトビア - OMEGA
- リトアニア - ARAS
- ルクセンブルク - USP
- マルタ - SAG
- オランダ - DSI
- ノルウェー - デルタ
- ポルトガル - GOE
- ポーランド - BOA
- ルーマニア
  - 国家警察 - GSPI
  - 国家憲兵 - BSIJ
- スロバキア - リンクス
- スペイン
  - 国家警察 - GEO
  - 国家憲兵 - UEI
- スウェーデン - NI
- スロベニア - レッド・パンサー
- イギリス - SCO19